# Ullíbarri-Gamboa
Pour les articles homonymes, voir Ullibarri.
Ullíbarri-Gamboa en espagnol ou Uribarri Ganboa en basque, est une commune ou contrée de la municipalité d'Arratzua-Ubarrundia dans la province d'Alava, située dans la Communauté autonome basque en Espagne.

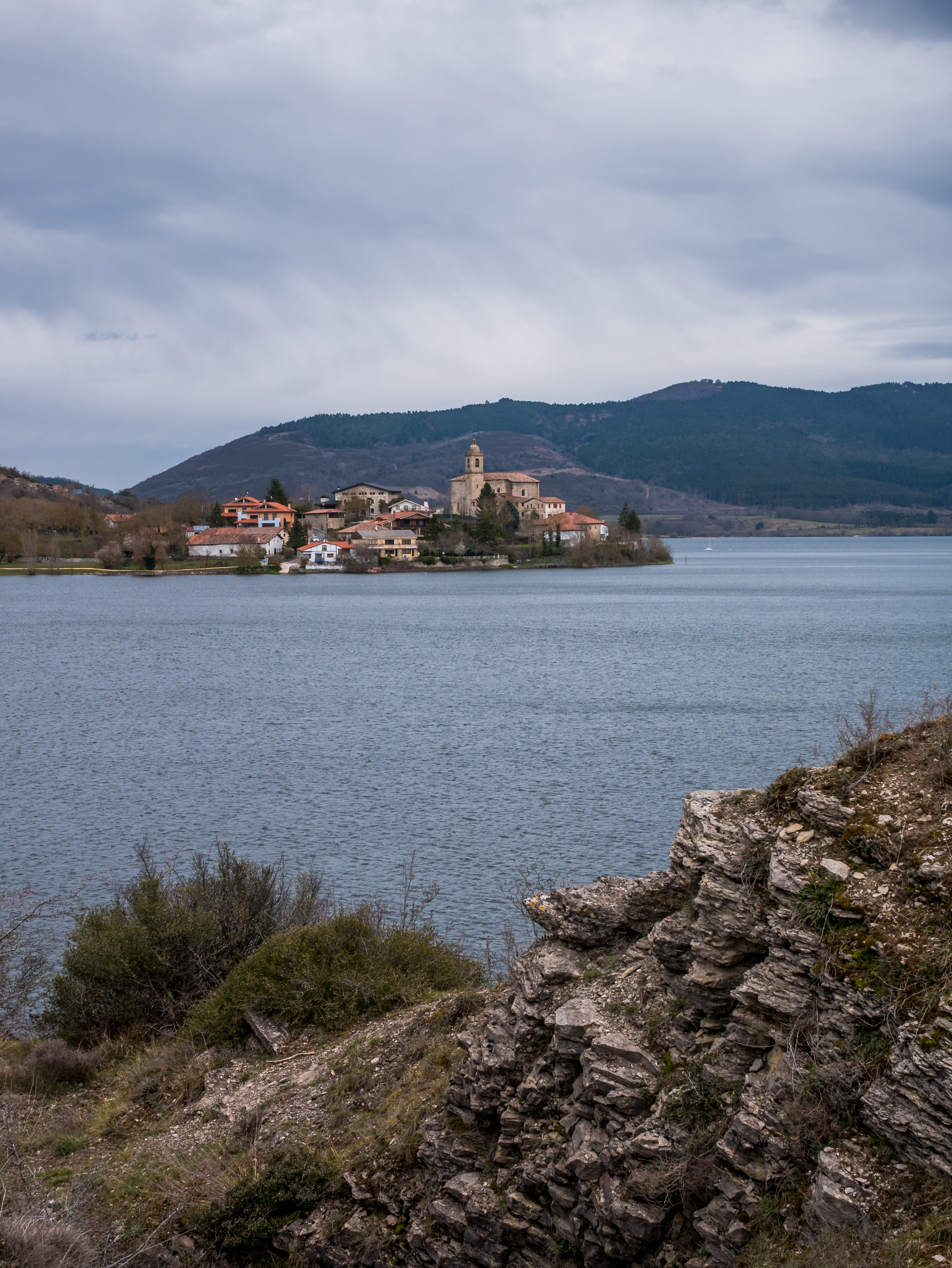
Vue du village
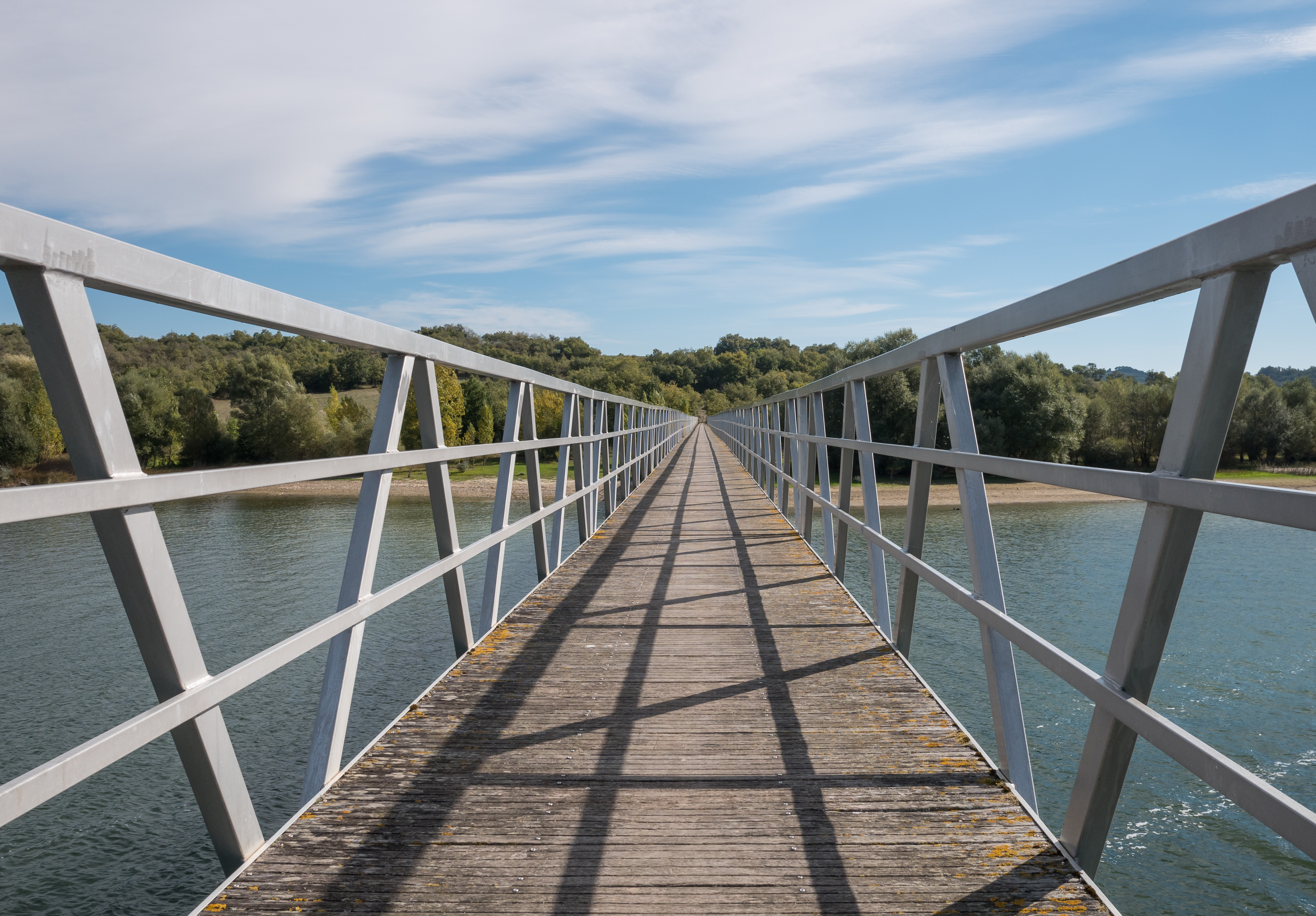
Pont sur la retenue d'eau de Ullíbarri-Gamboa entre Garaio et Azua.
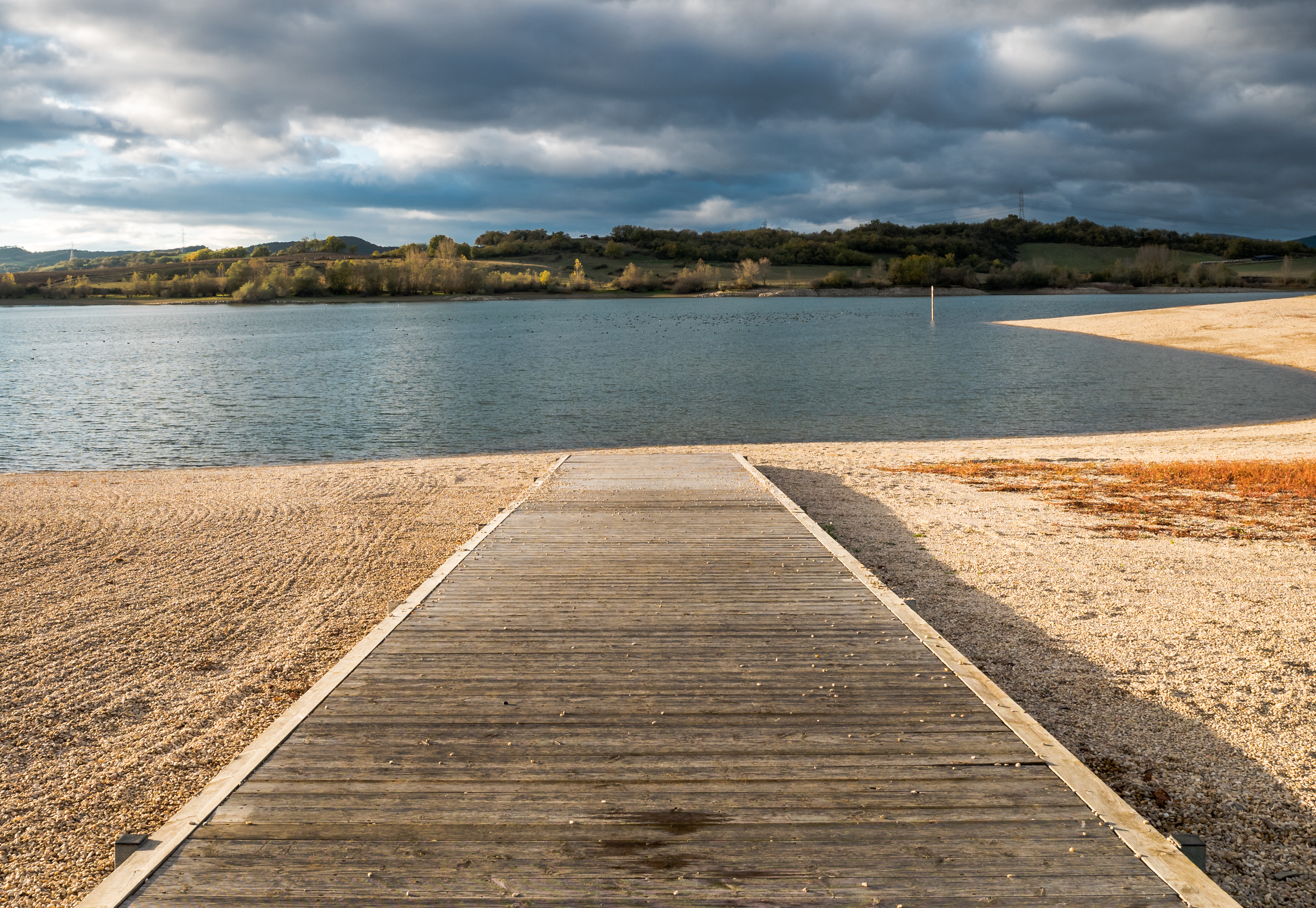
Accès à la plage de Garaio sur le réservoir.
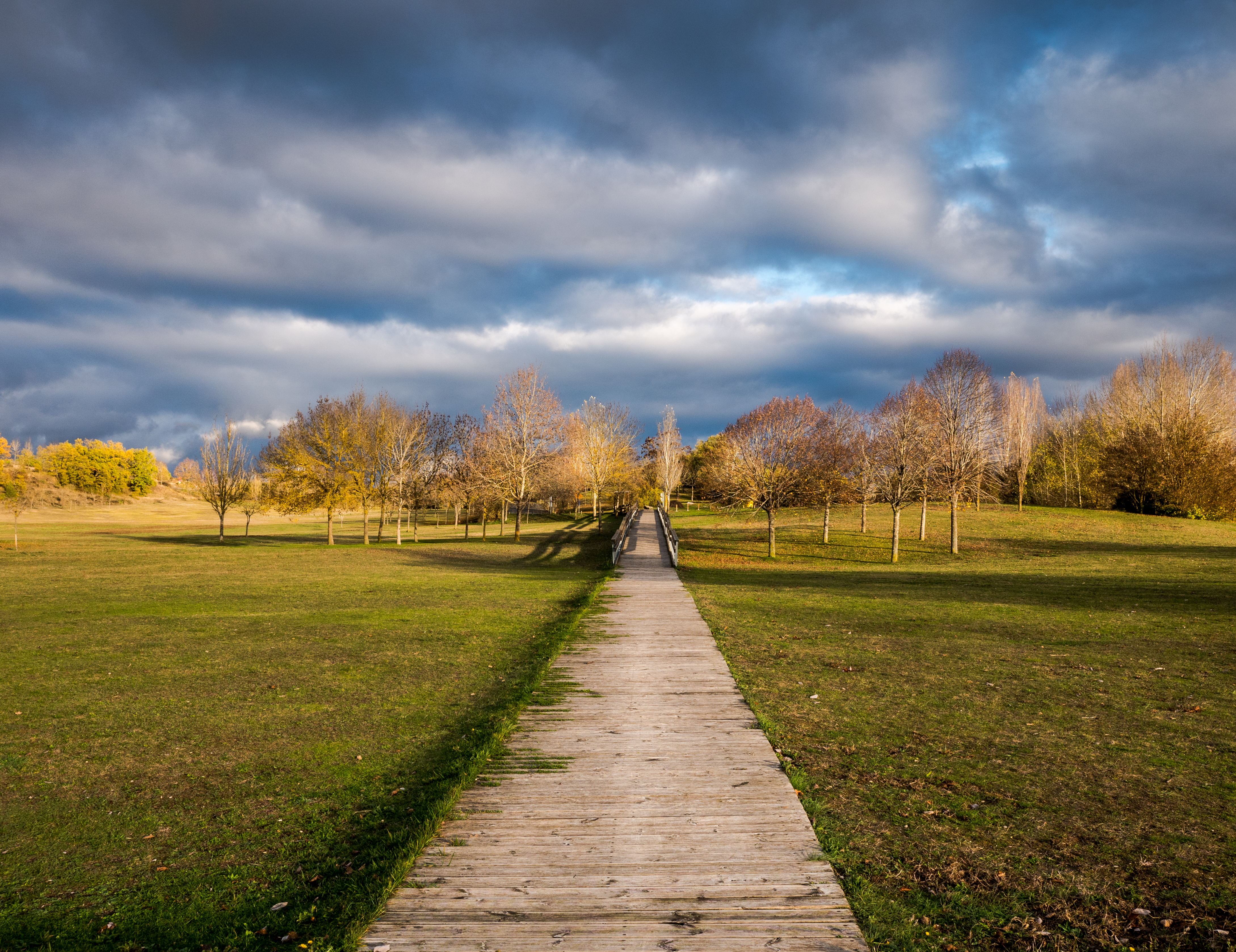
Même accès, autre côté.